# Grand Theft Auto: San Andreas
Grand Theft Auto: San Andreas (abreviado como GTA: San Andreas) es un videojuego de acción-aventura de mundo abierto de disparos en tercera persona desarrollado por Rockstar North y publicado por Rockstar Games. Es el quinto videojuego principal de la serie Grand Theft Auto, después de Grand Theft Auto: Vice City de 2002, y la séptima entrada en general. Ambientado en el estado estadounidense ficticio de San Andreas, el juego sigue a Carl "CJ" Johnson, que regresa a casa después del asesinato de su madre y descubre que su antigua pandilla callejera ha perdido gran parte de su territorio. En el transcurso del juego, intenta reconstruir la pandilla, se enfrenta a autoridades corruptas y criminales poderosos, y poco a poco desentraña la verdad detrás del asesinato de su madre.
El juego se juega desde una perspectiva en tercera persona y se navega por su mundo a pie o en vehículo. El diseño de mundo abierto permite al jugador recorrer libremente San Andreas, que consta de tres ciudades metropolitanas importantes: Los Santos, San Fierro y Las Venturas, basadas en Los Ángeles, San Francisco y Las Vegas, respectivamente. Rockstar realizó una investigación in situ en cada ciudad y consultó a DJ Pooh, Estevan Oriol y Mister Cartoon, nativos de Los Ángeles, para que les ayudaran a imitar la cultura de la ciudad. La narrativa se basa en múltiples eventos de la vida real en Los Ángeles, incluida la rivalidad entre las pandillas callejeras Bloods y Crips, la epidemia de crack de la década de 1990, los disturbios de Los Ángeles de 1992 y el escándalo de Rampart. El equipo de desarrollo de 50 personas pasó casi dos años creando el juego. San Andreas se lanzó en octubre de 2004 para PlayStation 2.
El juego recibió elogios de la crítica por sus personajes, narrativa, diseño de mundo abierto y fidelidad visual, pero hubo respuestas mixtas hacia el diseño de la misión, los problemas técnicos y la representación de la raza. Generó controversia cuando se descubrió el minijuego sexual oculto "Hot Coffee", lo que requirió brevemente que el juego fuera clasificado solo para adultos. San Andreas recibió elogios de fin de año de varias publicaciones de juegos, y es considerado uno de los títulos más importantes de la sexta generación de juegos de consola y uno de los mejores videojuegos jamás creados. Se lanzó para Windows y Xbox en 2005, seguido de las versiones mejoradas y adaptaciones móviles en la década de 2010, y una versión remasterizada en 2021. San Andreas es el juego de PlayStation 2 más vendido con más de 17,3 millones de copias vendidas y uno de los juegos más vendidos de todos los tiempos con 27,5 millones de copias vendidas en total. Su sucesor, Grand Theft Auto IV, fue lanzado en abril de 2008.

## Argumento

### Trama
Ambientada en los principios de la década de 1990, concretamente en 1992, Grand Theft Auto: San Andreas narra la historia de Carl Johnson (CJ), quien decide volver a Los Santos para asistir al funeral de su madre, Beverly, quien resultó asesinada en un tiroteo. Apenas llega, Carl es interceptado por los oficiales de policía del C.R.A.S.H. Frank Tenpenny, Eddie Pulaski, y su más reciente incorporación, el oficial Jimmy Hernández, quienes lo amenazan con incriminarlo en el asesinato de un agente de policía, a menos que este les ayude en sus operaciones ilegales. Carl vuelve con sus aliados y amigos en su antigua pandilla, Grove Street Families, trabajando junto con su hermano Sweet y de quien perdió todo respeto por haberse marchado; y con sus compañeros Ryder y Big Smoke, para devolver a Grove como pandilla predominante en la ciudad —puesto que ahora las bandas más fuertes son Ballas y Los Santos Vagos, ya que dominaron territorios de los Grove Street— y reducir la adicción e influencia del crack entre algunos miembros de la banda.
Poco antes de una batalla de pandillas entre Grove Street y los Ballas, CJ recibe una llamada del novio de su hermana Kendl, César Vialpando el líder de Varrio Los Aztecas, quienes tienen cierta rivalidad con Los Santos Vagos. Tras pedirle que se encuentren, César muestra a Carl el vehículo implicado en el asesinato de su madre siendo escoltado, para sorpresa de CJ, por Big Smoke, Ryder, unos Ballas y Tenpenny. CJ se da cuenta de que la batalla es una emboscada y decide ir a por su hermano, quien estaba en pleno enfrentamiento. No obstante, llega demasiado tarde, pues Sweet es herido e internado en el hospital de una prisión. Carl resulta arrestado y el C.R.A.S.H. logra custodiarlo, liberándolo en Angel Pine donde le dan más órdenes de asesinato. Mientras tanto, Ryder y Big Smoke, ahora aliados con los Ballas e inundando con drogas a la ciudad, toman control absoluto de Los Santos en lo que a pandillas se refiere.
Durante su estadía en los condados rurales de San Andreas, Carl hace diversos trabajos con la prima del también exiliado César, Catalina; y también para «The Truth», un anciano hippie agricultor de marihuana. Asimismo, durante unas carreras ilegales conoce al líder de las tríadas, Wu Zi «Woozie» Mu y gana el título de propiedad de un garaje en San Fierro perteneciente a Catalina; mientras ésta decide irse a Liberty City con Claude Speed. Mientras avanza la trama, Carl se traslada a San Fierro y trabaja para convertir el garaje en un taller mecánico, contratando a los mecánicos Dwaine y Jethro, y al experto en electrónica Zero. También ayuda a Woozie a defenderse de la pandilla vietnamita Da Nang Boys, además de realizar trabajos para Tenpenny. CJ se introduce en el Loco Syndicate, una banda asociada a Smoke y Ryder en su negocio de drogas, para eventualmente asesinar a este último y a los líderes de la organización, Mike Toreno, T-Bone Méndez y Jizzy B.
Posteriormente, Carl es contactado por un hombre misterioso en el desierto que resulta ser Mike Toreno, quien resulta que no había muerto y que en realidad trabaja como un agente secreto del gobierno, y se compromete a asegurar la liberación de Sweet de la cárcel a cambio de su ayuda. Más tarde, Carl es invitado por Woozie para asociarle al casino The Four Dragons, en Las Venturas. En este punto comienzan a planear un robo al casino Calígula, controlado por las familias Sindacco, Forelli y Leone. Entretanto, Carl conoce al productor musical Kent Paul, a su amigo Maccer y al gerente de Calígula Ken Rosenberg, quien está bajo presión del hampa que controla el lugar.
Después de la excesiva presión de las otras dos familias, el jefe mafioso Salvatore Leone llega a Las Venturas, se deshace de ambas con ayuda de Carl y toma el control absoluto del establecimiento. Posterior a esto, y tras haberlo planificado, Carl y Woozie llevan a cabo su robo, sustrayendo millones de dólares del casino. Un enfurecido Salvatore llama a CJ después del atraco, amenazándolo de muerte. Johnson solo se limita a burlarse de Leone, para luego colgarle. Durante esto, Tenpenny y Pulaski, ahora bajo acusación, intentan asesinar a Carl, pero este se las arregla para acabar con Eddie después de que asesinara a Hernández, quien había resultado ser un soplón, mientras Frank escapa. CJ también salva al rapero Madd Dogg quien intentó suicidarse tras una serie de desafortunados eventos en los cuales Johnson fue el responsable por trabajar para su competencia, OG Loc, esto, sin que Dogg lo supiese; convirtiéndose en su nuevo representante, arruinar la reputación de Loc, y restableciéndose en Los Santos tras recuperar su mansión de unos traficantes de drogas de los Vagos. Poco después de que Carl hace un último pero arriesgado trabajo para Toreno, Sweet es finalmente puesto en libertad y CJ accede a ayudarlo una vez más a restaurar Grove Street, empezando por Ganton y continuando más tarde con la recuperación de Glen Park e Idlewood.
Tenpenny va a juicio, pero la jueza decide retirar los cargos por falta de pruebas, posiblemente gracias a todos los trabajos que Johnson hizo bajo sus órdenes. La liberación de Frank genera ira y conmoción en los ciudadanos, lo que provoca disturbios, y destrucción en todo Los Santos. Mientras tanto, César también ha vuelto a la ciudad, y pide a CJ que le ayude a restablecer a los Varrios los Aztecas, puesto que Los Santos Vagos se han apoderado del barrio en su ausencia. Posteriormente, Sweet localiza a Big Smoke, quien vive en un «palacio del crack» fortificado en Los Santos. Carl, entra al lugar, acabando con todas las defensas de la fortificación y mata a Smoke en un tiroteo, solo para ser confrontado por Tenpenny, quien roba el dinero de las drogas de Smoke, provoca un incendio en el palacio y escapa en un camión de bomberos, con la intención de huir de la ciudad que está en conmoción por su culpa. Luego de escapar del edificio, los hermanos Johnson persiguen a Frank por las calles de la ciudad hasta que, finalmente, este pierde el control del camión y cae por un puente, finalmente chocándose en la entrada de Grove Street. Tenpenny, ya en su lecho de muerte, logra arrastrarse libre de los restos del accidente, antes de desplomarse y fallecer por sus heridas. Con su muerte y la de Smoke, el caos generalizado termina y los Grove Street Families vuelven a reinar en las calles de la ciudad. En medio de la celebración en la Casa de los Johnson aparece Madd Dogg celebrando su nuevo disco de oro y anunciando que se irá de gira próximamente. Entre todo el júbilo, Kendl ve a Carl acercándose a la puerta, pregúntandole hacia dónde se dirige, a lo que este simplemente responde que irá "a patear la calle, a ver qué cuece".

### Escenario
Grand Theft Auto: San Andreas se desarrolla en 1992, a lo largo del ficticio Estado de San Andreas, cuyo diseño está basado en los estados de California y Nevada. En él, se ubican Los Santos —que toma como referencia a Los Ángeles—, San Fierro —que está basada en San Francisco— y Las Venturas —que toma como base a Las Vegas—. Paralelamente, el suroeste de Estados Unidos tiene un reflejo notorio en sus zonas y áreas aledañas como campos, granjas, fábricas y demás. Las tres ciudades están conectadas por numerosas carreteras, un sistema único de ferrocarril y varias rutas aéreas —en las que el jugador puede tomar un avión y viajar al instante a otra ciudad—. El jugador puede conducir cerca de 800 m colina arriba en el Monte Chillad —que a su vez está basado en el Monte Diablo—, así como saltar en paracaídas desde varios cerros y rascacielos esparcidos por todo el estado. San Andreas no solamente contiene ciudades enormes y suburbios aglomerados, pues también ofrece una vasta zona rural y campesina, contribuyendo a que el jugador pueda visitar los doce pueblos y aldeas que se encuentran a las afueras de cada ciudad principal: Red County, Flint County, Bone County, Whetstone y Tierra Robada, a diferencia de sus predecesores que estaban limitados únicamente a zonas urbanas.

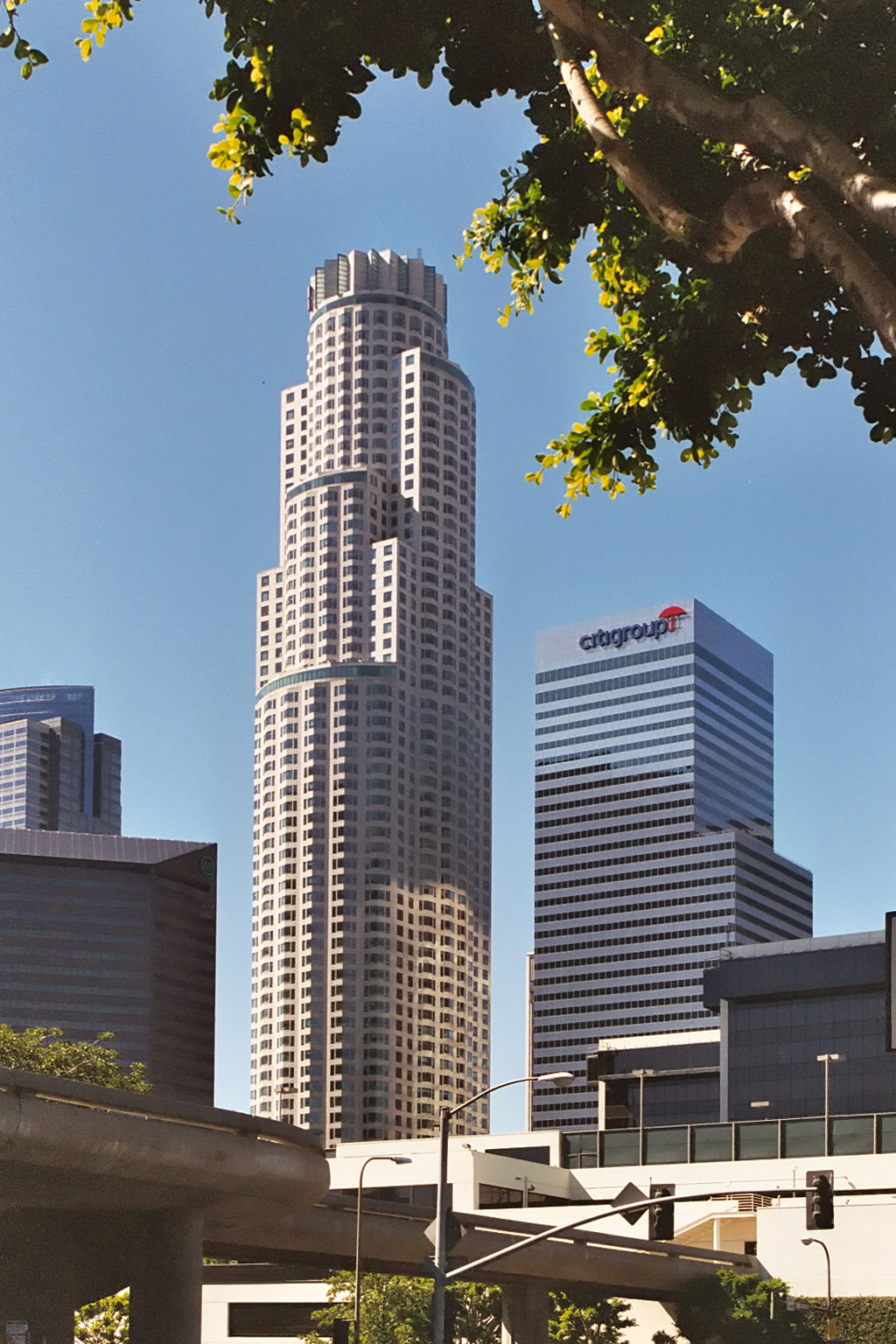
El U.S. Bank Tower, el segundo rascacielos más alto de la Costa Oeste de los Estados Unidos, aparece referenciado en el juego como Los Santos Tower.

Otros lugares destacables son la Presa Sherman —basada en la Presa Hoover—, una base militar secreta llamada el Área 69 —tomando el Área 51 como ejemplo—, un terreno en pleno desierto con una enorme cantidad de antenas parabólicas —Very Large Array—, el distrito de Vinewood —Hollywood— y su respectivo letrero —Hollywood Sign— y muchas otras referencias geográficas del mundo real. Los puentes que conectan Los Santos con San Fierro toman su inspiración en el puente y ferrocarril de Forth, los cuales conectan en la vida real a Edimburgo —la ciudad donde están las oficinas de Rockstar North—, con Fife a pesar de que el puente tiene un parecido muy similar al puente entre San Francisco y Oakland.

### Personajes
Los personajes que aparecen en Grand Theft Auto: San Andreas son relativamente variados y están relacionados con las respectivas ciudades y distritos en que se basan estos. El jugador controla a Carl «CJ» Johnson, un joven pandillero afrodescendiente quien, luego de ausentarse cinco años y vivir en Liberty City, decide volver a Los Santos. Según avanza la trama, CJ se verá obligado a un viaje que le llevará por todo el estado de San Andreas y parte del de Liberty City, para salvar a su familia y tomar el control de las calles. El rapero Young Maylay es quien prestó su voz al personaje. Por otro lado, los antagonistas principales son Frank Tenpenny, Edward «Eddie» Pulaski y Jimmy Hernández, todos oficiales de policía corruptos que pertenecen a un grupo denominado como el C.R.A.S.H. —acrónimo de «Community Resources Against Street Hoodlums»—. Como anécdota, cabe destacar que el actor Samuel L. Jackson prestó su voz para el personaje de Tenpenny, lo que le valió para ganar el premio a la Mejor interpretación humana en los Spike Video Game Awards de 2004. Frank Vincent hizo a Don Salvatore Leone.
Otros personajes importantes son Sean «Sweet» Johnson, líder de la banda de los Grove Street Families y hermano de Carl; Lance «Ryder» Wilson y Melvin «Big Smoke» Harris, quienes al inicio de la trama pertenecen a Grove. Asimismo, Kendl, hermana de CJ y Sweet, figura como un personaje importante, pues por ella el protagonista logra conocer a César Vialpando, el líder de la pandilla Varrio los Aztecas, con quien forma una alianza. A lo largo del juego, CJ conoce a otras personas que le ayudan en su aventura, algunas con las que incluso llega a mantener una situación romántica, o como aliados importantes en ciertos puntos del argumento que le permiten acceder a nuevas zonas y regiones que antes no podía.
Al igual que en ediciones anteriores, Grand Theft Auto: San Andreas incluye el doblaje de celebridades notables, como David Cross, Andy Dick, Ron Foster, Samuel L. Jackson, James Woods,Tim Curry, Peter Fonda, Charlie Murphy, Frank Vincent, Chris Penn, Danny Dyer, Sara Tanaka, William Fichtner, Wil Wheaton; los raperos Ice-T, Chuck D, Frost, MC Eiht y Game; y los músicos George Clinton, Axl Rose, Sly and Robbie, y Shaun Ryder. El libro Guinness de los récords en su Gamer's Edition de 2009 enlistó a San Andreas como el juego con el reparto de voces más grande hasta ese entonces: con 861 actores de voces acreditados, incluyendo a 174 actores y 687 intérpretes adiciones; de estos últimos, muchos eran seguidores de la serie que querían aparecer en el juego.

#### Pandillas
Una gran parte del juego e importante dentro del argumento, se basa en la relación que las bandas en Los Santos tienen entre sí. Estas bandas están divididas por territorios y barrios dentro dicha metrópolis. CJ pertenece a la pandilla callejera de los Families, quien al inicio del juego se encuentra dividida por disputas internas en tres ramas: Temple Drive, Seville Boulevard y Grove Street, facción a la que pertenece Carl. Las otras bandas son los Ballas, Los Santos Vagos, quienes también compiten por los mismos territorios que los Families; también la banda Varrio Los Aztecas. Las organizaciones que se mueven a través de San Fierro son las tríadas, entre las que destacan los Da Nang Boys, un grupo de mafiosos que provienen de Vietnam; y la pandilla hispana San Fierro Rifa, que actúa bajo órdenes del Loco Syndicate. Por otra parte, son dueños de sus respectivos casinos en Las Venturas la tríada organizada por los Mountain Cloud Boys (liderada por Wu Zi Mu) y las familias mafiosas Sindacco, Forelli y Leone (esta última, liderada por Salvatore Leone). Todas estas bandas se basan en pandillas reales, entre las que destacan los Bloods, los Crips, los Latin Kings, la banda los Norteños, los Asian Boyz, la Mafia italiana y rusa, y los Sureños.[cita requerida]

## Sistema de juego

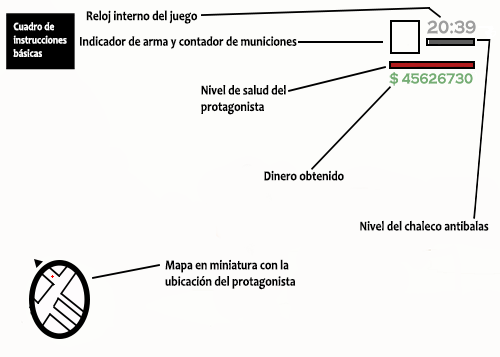
El HUD (head-up display) del juego.

Grand Theft Auto: San Andreas está estructurado de manera similar a los juegos anteriores de la serie. El núcleo del juego consiste en elementos de un título de disparos en tercera persona y conducción, así como el brindar al jugador un ambiente de mundo abierto con libertad de movimientos. El personaje del jugador es capaz de desplazarse a pie y saltar, así como utilizar armas y combatir cuerpo a cuerpo de múltiples formas. Además, el personaje puede disparar dos armas a la vez, solamente si se posee la habilidad requerida para ello. Por primera vez en la serie, el jugador puede nadar, bucear y trepar muros. Asimismo, puede conducir una gran variedad de vehículos, incluyendo automóviles, barcos, helicópteros, aviones y motocicletas.
El sistema de mundo abierto permite al jugador explorar y conocer el mundo virtual que le rodea. Aunque las misiones son necesarias para progresar a través del juego y desbloquear la mayor parte del mapa y contenido, los jugadores pueden completarlas cuando deseen. Cuando no se está desarrollando una misión, el jugador puede deambular libremente por el mapa. Sin embargo, crear estragos puede originar una atención no deseada y potencialmente fatal de las autoridades. Los niveles de búsqueda operan de manera similar a anteriores entregas. Cuando la policía está persiguiendo a Carl, aparecen estrellas cuya cantidad indican el nivel en que se está. A mayor caos causado, más fuerte es la respuesta policial: donde la policía se encargue de delitos menores —ataque a peatones, robo de vehículos, etcétera—, equipos SWAT, FBI y fuerzas militares responderán a los niveles más altos.
Si el jugador resulta herido puede recuperar su salud usando los servicios de una prostituta, comiendo, bebiendo refrescos, guardando la partida, entre otras. También existen pequeñas heridas físicas como caídas, arrollamientos por vehículos y, por supuesto, disparos o explosiones si está equipado con chaleco antibalas. Este blindaje corporal se daña gradualmente por disparos, explosiones y cuchilladas. Cuando el nivel de salud del protagonista llega a cero, este reaparece en el hospital más cercano. Asimismo, si Carl es arrestado, será llevado a la estación de policía. En ambos casos, Carl perderá cien dólares de su dinero total en concepto de gastos médicos o de soborno policial, y sin embargo únicamente cuando sea detenido, todas sus armas serán confiscadas.
La cámara, la puntería y el sistema de combate se revisó y se adaptó a un esquema parecido al de Manhunt, pues incluye además algunos elementos de sigilo. Cuando está en la mira, el objetivo aparece indicado por segmentos que posan sobre este, y que cambian de color según su estado de salud. La salud de Carl está representada por una barra roja en la esquina superior derecha de la pantalla, mientras que sobre ésta una barra blanca representa su blindaje total. Debido al implemento de nado y buceo, el head-up display también presenta una barra que simboliza la cantidad de oxígeno restante que Carl posee mientras está bajo el agua. En el mismo lugar se muestra también un reloj interno que indica las horas del día, lo cual se ve reflejado en el ambiente del juego, pues puede ser de día, tarde o noche. Este reloj no está sincronizado con el tiempo real de la computadora o de la consola, pero se sirve de su configuración para indicar el paso de tiempo; esto tiene relación dentro de su software. Asimismo, este mismo contador de tiempo activa algunas misiones que sólo pueden realizarse en ciertos intervalos horarios dentro del juego.
El jugador puede participar en una enorme variedad de misiones secundarias, las que pueden aumentar los atributos de su personaje o proporcionar una fuente de ingresos alterna. A pesar de ello, no todos los lugares al cual el jugador puede entrar están disponibles desde el inicio del juego. Algunos locales, como los garajes, restaurantes, gimnasios y tiendas, solamente se vuelven accesibles una vez que se completan ciertas misiones. Asimismo, durante la primera parte del juego, solamente la ciudad de Los Santos y los suburbios que la circundan están disponibles para explorarlas; pero para desbloquear las demás ciudades y zonas rurales, se requiere igualmente, completar exitosamente distintas misiones. Pero si el jugador intenta viajar a estos lugares mientras aún se encuentran bloqueados, al instante fuerzas militares y del SWAT intentarán atrapar al jugador. Algunas de las misiones ya vistas en títulos anteriores incluían trabajos de taxista, paramédico, vigilante y bombero; mientras que las agregadas en San Andreas incluyen robo, proxenetismo, exportación e importación de vehículos, reparto de mercancías en bicicleta y autoescuelas para vehículos terrestres, así como marítimos y aéreos. Otras características implementadas en GTA: San Andreas son la guerra de bandas, donde el jugador conquista territorios enemigos —mediante la secuencia de rondas; estas comienzan cuando el jugador asesina a tres miembros de una banda enemiga— y defiende los que ya ganó —sin embargo, mientras se esté luchando por los territorios, otras bandas enemigas pueden atacar aquellas que el jugador ya consiguió—. Además incluye una variedad de minijuegos disponibles dispersos por todo San Andreas que incluyen baloncesto, baile de salón, triatlones, juegos de azar, apuestas virtuales, máquinas recreativas, etcétera.
En Grand Theft Auto: San Andreas, Rockstar hizo hincapié en la personalización del protagonista, agregando variados elementos perteneciente a un videojuego de rol. Ropa, accesorios, peinado y tatuajes pueden ser modificados a elección del jugador, e incluso tener más de una reacción en los transeúntes con los que Carl se cruce. Carl también puede tener novias con las que podrá salir a divertirse. El nivel de respeto de CJ entre sus compañeros de banda y reclutas varía de acuerdo con su apariencia y sus acciones, al igual que las relaciones con sus novias, quienes le compensarán si su relación llega a un buen nivel. El balance entre la alimentación y actividad deportiva tiene también efecto en su apariencia y atributos físicos. El videojuego también incluye estadísticas de habilidad en áreas tales como conducción, manejo de armas de fuego, resistencia y capacidad pulmonar, que mejoran a través de su empleo en el juego. CJ también puede aprender diferentes estilos de combate cuerpo a cuerpo en los gimnasios de San Andreas.
Al igual que en títulos anteriores, San Andreas no incluye modo multijugador en línea. Esto se confirmó cinco meses antes de su lanzamiento por Dan Houser, quien manifestó que la ambientación del videojuego era demasiado grande como para introducirla en línea eficientemente. Por su parte, la versión de Microsoft Windows recibió modificaciones de terceros como Multi Theft Auto y San Andreas Multiplayer que proporcionan esa funcionalidad. Otras características en ciertas versiones, sin embargo, presentan una característica llamada «Masacre» (exceptuando la versión de PC) donde dos jugadores pueden jugar en la misma partida al mismo tiempo. Además, el juego cambió los «objetos ocultos» presentes en otros títulos de la serie, por grafitis pintados en paredes, fotografías específicas, herraduras de caballos y ostras que el jugador debe repintar, tomar, coleccionar y buscar, respectivamente, a lo largo de todo el estado de San Andreas.
Al igual que en otros títulos de la serie, en San Andreas es posible insertar códigos mediante el mando que afectan la partida, ya sea como medio de hacer más fácil la jugabilidad o como simple diversión. Sin embargo, en las versiones de Xbox 360 y PlayStation 3, al introducir alguno de estos «trucos» impedirá que se desbloqueen logros/trofeos durante la partida normal, además de que el juego no podrá salvarse automáticamente entre las misiones debido a que el archivo del juego quedará corrupto.

### Vehículos
En total, existen 248 vehículos que transitan por las calles del estado de San Andreas, comparado contra los 60 tipos que había en Grand Theft Auto III. En contraste a dicho juego, se agregaron más medios de transporte tanto personales como para grupos, entre los que destacan bicicletas, tractores, montacargas, camiones y aerodeslizadores, entre muchos otros. La física de juego que implementa para el uso de vehículos es similar a la que se usó para la serie de videojuegos de carreras Midnight Club, lo que permitió programar un control más simplista para los saltos y acrobacias, además de diseñar características propias para la modificación de automóviles, tales como la carrocería, óxido nitroso y suspensión hidráulica —aunque esta última ya estaba presente también en GTA III—.
Los vehículos por lo general tienen funciones diferentes pero igualmente importantes dentro del juego. Por ejemplo, algunos vehículos tipo todoterreno que son empleados tienen un mejor desempeño a campo través, mientras que los autos de carreras funcionan mejor en las calles y carreteras. Los aviones de reacción son rápidos, pero por lo general siempre necesitan de un lugar amplio para poder aterrizarse. Los helicópteros se pueden aterrizar casi en cualquier lugar, y son sencillos de controlar, aunque son bastante lentos. Mientras que otros juegos de la serie Grand Theft Auto sólo contaban con un escaso número de aeronaves, además de que resultaba difícil de obtenerlas, San Andreas cuenta con 11 tipos distintos de aviones y 9 helicópteros, lo que hace al juego aún más extenso en cuanto a sus misiones. En algunos casos también es posible bucear con la ayuda de algún vehículo aéreo, con la ayuda de un paracaídas. Asimismo, una gran cantidad de botes se agregaron al repertorio, a pesar de que muchos ya habían aparecido en títulos anteriores

### Armas
| Tipos de Armas               | Armas |
| ---------------------------- | --- |
| Armas blancas y contundentes | Combate cuerpo a cuerpo • Puño de acero • Bate de béisbol • Porra policial • Cuchillo • Katana • Motosierra • Palo de golf • Bastón • Ramo de flores • Consolador • Taco de billar • Vibrador • Pala |
| Pistolas                     | 9 mm • Desert Eagle • Pistola con silenciador |
| Subfusiles                   | TEC-9 • Micro Uzi • HK MP5 |
| Escopetas                    | Escopeta recortada • Escopeta de corredera • Escopeta de combate |
| Fusiles de asalto            | AK-47 • M4 |
| Fusiles                      | Fusil de palanca • Fusil de francotirador |
| Artillería pesada            | Lanzallamas • Minigun • Lanzacohetes • Lanzamisiles |
| Arrojadizas                  | Granada • Granada de gas lacrimógeno • Explosivo a control remoto • Cóctel Molotov |
| Otros                        | Spray de pintura • Cámara fotográfica • Gafas de visión nocturna • Gafas de visión térmica • Paracaídas • Extintor • Consolador • Ramo de flores • Vibrador • Control remoto                         |
| Blindaje                     | Chaleco antibalas |

## Producción
| Dirección general            | Andrew Semple                                                                      |
| Producción                   | Dan Houser Sam Houser (productor ejecutivo) Leslie Benzies Lee Commings (asociado) |
| Jefe de animación            | Duncan Sheilds                                                                     |
| Jefe de arte de personajes   | Ian McQue                                                                          |
| Jefe de diseño de niveles    | Craig Filshie                                                                      |
| Productor de sonido          | Craig Conner                                                                       |
| Diseño de audio              | Jonathan McCavish Will Morton Morton Allan Walker                                  |
| Productor de música          | Craig Conner                                                                       |
| Música                       | Varios                                                                             |
| Jefe de diseño de vehículos  | Paul Kurowski                                                                      |
| Jefe de arte                 | Aaron Garbut                                                                       |
| Animadores                   | Gus Braid Terry Kenny Iwan Scheer Mark Tennant                                     |
| Diseño de personajes         | Toks Solarin Alisdair Wood                                                         |
| Programador principal        | Alexander Roger                                                                    |
| Jefe de pruebas              | Neil Corbett                                                                       |
| Jefe de análisis             | Richard Huie Elizabeth Satterwhite Lance Williams                                  |
| Dirección técnica            | Adam Fowler Obbe Vermeij                                                           |
| Dirección de actuación vocal | Noelle Sadler                                                                      |
| Guion                        | Dan Houser James Worrall Kerry Shaw (supervisor)                                   |
| Referencias                  | [ 67 ] [ 68 ]                                                                      |

Tras el éxito crítico y comercial de Grand Theft Auto: Vice City, sobrevinieron en 2003 rumores de un siguiente título en la serie. IGN indicó ese mismo año que «Rockstar está trabajando en su próximo Grand Theft Auto, pero hay muchos detalles sobre el juego que simplemente no sabemos». Asimismo, Take-Two comunicó que el siguiente GTA se daría a conocer en la segunda mitad del cuarto trimestre fiscal de 2004, es decir, entre agosto y octubre de ese año. También se informó que el título iba a tener exclusividad con PlayStation 2 durante los primeros meses de lanzamiento.
A pesar de que, en ese entonces, no había más información acerca de la trama o dónde sería ambientado el juego, ya existían rumores de que estaría encuadrado en San Andreas o Las Vegas. Los rumores acerca de un Grand Theft Auto en la ciudad de Nevada crecían significativamente; tanto así, que el sitio de ventas por internet Amazon publicó un juego bajo el título de Grand Theft Auto IV: Sin City —refiriéndose «la ciudad del pecado»: Las Vegas—, incluyendo la fecha exacta de lanzamiento y la posibilidad de pre ordenarlo para su compra. Posteriormente, en diciembre de 2003, Take-Two registró varias marcas con nombres que involucraron a San Andreas, Bogotá y Tokio, así como GTA 5, GTA 6 y GTA: Sin City. La prensa informó de dichos registros al mes siguiente y especuló que solo se trataba de una maniobra de distracción para mantener a los seguidores en la incógnita de cuál sería el verdadero título.
Grand Theft Auto: San Andreas fue confirmado oficialmente por Rockstar Games a principios de marzo de 2004, y su fecha de lanzamiento tentativa se programó para el 19 y 22 de octubre de ese año para América del Norte y Europa, respectivamente. Sam Houser, el cofundador y presidente de Rockstar mencionó que «[...] En los últimos dos años, hemos puesto una enorme cantidad de presión sobre nosotros mismos para asegurarnos de que hacemos todo lo posible para superar las expectativas de la gente con Grand Theft Auto: San Andreas. Aunque todavía tenemos ocho meses para sacarlo al mercado, estamos empezando a sentirnos muy orgullosos de lo que hemos logrado». Leslie Benzies, presidente de Rockstar North, agregó que «nos sentimos muy honrados por el éxito de la serie Grand Theft Auto, y se ha hecho con nosotros el exigirnos más que nunca para crear Grand Theft Auto: San Andreas, que se espera redefina la serie y revolucione el modo de juego de mundo abierto».
San Andreas introdujo mejoras gráficas en comparación a sus antecesores. El videojuego utiliza una tecnología de streaming de texturas, que incorporó entornos y ambientes más detallados. Además, incluyó otras características como reflexiones en tiempo real, sombreado más suave, física ragdoll, aplicación de gráficos PNJ de estilo abatido, y modelos independientes para los entornos de día y noche. Asimismo se realizó una mayor distancia de dibujado, como también un 30-50 % más de polígonos renderizados en la pantalla.

### Publicidad
Rockstar en su sitio web reveló a inicios de mayo de 2004, las primeras capturas del sistema de juego en formato in-game. Asimismo, durante la publicación de estas se confirmó que el título estaría ambientado en la Costa Oeste de los años 1990, y que el personaje principal de la trama sería Carl Johnson, un pandillero que «se ve obligado a un viaje que le llevará por todo el estado de San Andreas, para salvar a su familia y tomar el control de las calles». Luego de esta revelación, IGN comentó que «[San Andreas] tiene un estilo conceptual que recuerda a las populares películas de la década de 1990, Boyz n the Hood y Juice». A finales de junio del mismo año, la revista neerlandesa Power Unlimited informó que San Andreas no poseería modo multijugador en línea. Esto fue confirmado por el vicepresidente creativo de Rockstar Games, Dan Houser, quien manifestó que la ambientación del videojuego era demasiado grande como para introducirla en un modelo online eficientemente en dicha época.
El equipo de Rockstar trabajó con el tatuador chicano Mister Cartoon para que les explicase los aspectos culturales y filosóficos de los tatuajes que se vivían entre pandillas durante los años 1990. Además, Cartoon fue el encargado de realizar la fuente de letra para el videojuego.
Una película corta titulada como The Introduction, un video hecho con los mismos gráficos del juego, se incluyó junto a la banda sonora en formato DVD, al igual que en el relanzamiento del juego para la PlayStation 2, cuya versión recibió el nombre Grand Theft Auto: San Andreas Special Edition. El video explica brevemente los acontecimientos que preceden a San Andreas lo que permite conocer información relevante sobre el desenlace de los personajes. También se explica cómo es que Carl llega a informarse de la muerte de su madre por parte de una llamada telefónica de Sweet, por lo que regresa a Los Santos y darse cuenta de que su vida está en miseria. El título para PlayStation 2 también incluyó un documental real llamado Sunny Driver, el cual trata sobre la cultura del tuneo —un aspecto prominente en el juego—.

### Lanzamiento
El título se lanzó para la consola PlayStation 2 en Norteamérica el 26 de octubre de 2004, y tres días después, en Europa, Latinoamérica y Australia. Japón no vio su lanzamiento sino hasta el 25 de enero de 2007, bajo la distribución de Capcom. Las versiones de Xbox y Windows se publicaron el 7 y 10 de junio de 2005 en Estados Unidos y Europa, respectivamente. Una versión del juego para la Xbox 360 sería publicada el 20 de octubre de 2008 y posteriormente el 26 de octubre de 2014 salió una «remastarización HD» para el décimo aniversario desde su estreno original. San Andreas vio la luz para OS X el 12 de noviembre de 2010, así como PlayStation 3 bajo su plataforma digital, PSN, el 11 y 12 de diciembre de 2012 en Norteamérica y Europa, de forma respectiva. El videojuego también obtuvo sus versiones en los sistemas operativos móviles iOS, el 12 de diciembre de 2013; Kindle y Android, el 19 de diciembre; y por último, Windows Phone, el 27 de enero de 2014.Posteriormente, Rockstar Games tenía planeado las versiones del juego para Nintendo Gamecube y Nintendo Wii pero al final, ambos lanzamientos fueron cancelados por valoraciones negativas, también se planificaba una versión para Wii U de la edición remasterizada del juego, pero también fue cancelada por razones desconocidas.
Grand Theft Auto: San Andreas recibió las clasificaciones 18 por el BBFC, 18+ por PEGI, MA15+ por la OFLC y M por la ESRB, sin embargo, tras la polémica de códigos escondidos conocidos como Hot Coffee, la junta estadounidense reetiquetó el título a “Adults Only”. 
Finalmente, San Andreas recuperó su clasificación original tras reemplazar el juego con copias editadas y suprimir los códigos en estas.

## Banda sonora
Como en anteriores juegos de la serie Grand Theft Auto, GTA: San Andreas posee una banda sonora que puede ser escuchada a través de estaciones de radio mientras el jugador está en un vehículo. El juego está provisto de once estaciones de radio, de las cuales una es estación de discusión. Las otras estaciones poseen música de una gran gama de géneros. Las estaciones de radio son: WCTR, Master Sounds 98.3, K-Jah West, CSR, Radio X, Radio Los Santos, SF-UR, Bounce FM, K-DST, K-Rose y Playback FM.
Hay inclusiones notables a la banda sonora del juego, como The Who, Deodato, The Ohio Players, Toto, Faith No More, Depeche Mode, James Brown, Soundgarden, Kiss, Kid Frost, Rage Against the Machine, Danzig, Alice in Chains, Frankie Knuckles, Guns N' Roses, Gang Starr, Snoop Dogg, N.W.A., Cypress Hill, 2Pac, Ice Cube, Eazy-E, Stone Temple Pilots, Lynyrd Skynyrd, Creedence Clearwater Revival, Living Colour y Ozzy Osbourne. El tema principal de San Andreas —música de la introducción— está compuesto por Michael Hunter, quien también compondría años después el tema para Grand Theft Auto IV.
El sistema de radio en San Andreas ha sido modificado. En los títulos anteriores de la serie, cada estación de radio era esencialmente un solo archivo de sonido repetido, tocando las mismas canciones, anuncios y propaganda en el mismo orden cada vez. Con las estaciones de radio en Grand Theft Auto: San Andreas cada archivo de sonido está separado, y son «mezclados» al azar, permitiendo que las canciones se reproduzcan en órdenes diferentes, que los anuncios para las canciones sean diferentes cada vez, y los eventos del argumento se mencionen en algunas estaciones. Las versiones de Xbox y Windows incluyen una estación de radio adicional que permite al usuario crear su propia banda sonora importando archivos de audio, o bien, realizando una lista de reproducción en la versión de iOS. No así las versiones de PlayStation 2, Xbox 360 y PlayStation 3.

## Recepción

### Crítica
Grand Theft Auto: San Andreas recibió la aclamación universal de la crítica. En el agregador de análisis Metacritic, el juego posee un puntaje promedio de 95 sobre 100 para la plataforma PlayStation 2; las versiones de Windows y Xbox, por su parte, tienen una puntuación de 93 sobre 100. Asimismo, en dicha web el título se presenta como el quinto juego mejor punteado de PS2, detrás de Tony Hawk's Pro Skater 3, Grand Theft Auto III, Resident Evil 4 y Metal Gear Solid 2: Sons of Liberty. GameRankings.com por su parte, ofreció una puntuación del 95 % tomando como base un promedio entre otros sitios de análisis; no así, sin embargo, para las versiones de Xbox y PC, pues obtuvieron un porcentaje menor pero igualmente alto.
Jeremy Dunham de IGN dio un resultado final de 9,9 sobre 10 —la puntuación más alta jamás dada un juego para la PS2—. En esta revisión, Dunham elogió al juego por ser «la obra de software definitiva» para dicha consola. Asimismo, como al final de su análisis indicó que: «en resumen, es una interminable obra maestra de los videojuegos — y una que jamás será víctima de las sobrevaloraciones por su sublime jugabilidad. Es la pieza definitiva de software para la exitosa segunda consola diseñada a manos de Sony; además, es casi imposible imaginar la biblioteca de títulos de PlayStation 2 sin él». Por otra parte, Jeff Gertsmann de GameSpot lo puntuó con un 9,6 sobre 10, otorgándole también el premio de «Editor's Choice». Gertsmann mencionó al respecto que «San Andreas definitivamente le da sentido al nombre de Grand Theft Auto. De hecho, puede de que sea el mejor juego de toda la serie». Sin embargo, en la versión para Xbox y PC, obtuvo una calificación menor, debido principalmente al cambio drástico en los controles para el sistema de juego, aunque aun así el sitio mencionó que el juego seguía mostrando un ambiente «entretenido y retador», pues los cambios fueron menores para estas versiones. El sitio web 1UP.com mencionó que «esperabamos un título "grande", pero no estabamos lo suficientemente preparados para algo "extremadamente gigantesco". En muy raras ocasiones te toca disfrutar de un juego que conforme avanzas en la trama se incrementan tus habilidades —de combate, puntería, de manejo, etc.— dentro de sí, y que esto se mantenga así hasta el final del mismo». Por ello mismo, el sitio le otorgó una calificación de A+, lo que representa la calificación máxima del sitio.
Por su parte, Kristian Reed, de Eurogamer también ofreció una perspectiva optimista ante el juego, pues comentó que «dependiendo del tipo de misiones que tengas que realizar, te darás cuenta que San Andreas se autodefine como un juego en constante cambio ininterrumpido - un juego que es casi imposible de juzgar a primera vista, porque nunca vas a estar seguro de qué es lo que va a pasar después». Ante dicho comentario, Reed le dio una calificación de 9 sobre 10. Rob Hamilton de HonestGamers.com, menciona que «la euforia, la emoción y las infinitas posibilidades» de San Andreas permiten que el jugador admire la gran complejidad del título, puesto que «[...] en pocas palabras, ¡el juego es gigantesco! - tan grande que es una representación fiel de la más grande ciudad de Estados Unidos [...] Carl se encuentra tan sumergido en este mundo virtual —en el que muy poco espacio se desperdicia— y en el que sencillamente, siempre hay algo que hacer hablando literal, a la vuelta de la esquina», con lo que termina su reseña dando al juego una puntuación de 10 sobre 10. Shaun Hunter de NZGamer.com, dio una revisión general sobre el título, elogiando principalmente las nuevas características que el juego ofrece, destacando la complejidad con la que se diseñó el sistema de juego, pues a diferencia de los títulos anteriores de la serie, en San Andreas el jugador puede mejorar progresivamente en la aventura, descubriendo nuevos lugares en los que, si bien se pueden completar submisiones o incluso varios minijuegos, el título «exprime al máximo» todas las capacidades que un juego de la serie de Grand Theft Auto ofrece, ya que este te mantendrá «bastante ocupado por lo menos unas 100 horas, sino es que quieres más», por lo que le dio una calificación de 9,7 sobre 10.
Uno de los aspectos más notorios que los críticos encontraron como «innovador» dentro de la serie, fue la banda sonora, pues mencionan que durante el transcurso del juego, la música varía de un momento a otro, y les pareció agradable poder escuchar música de bandas y artistas famosos, tales como 2Pac, Cypress Hill, Rage Against The Machine, Guns N’ Roses, Billy Idol entre otros. Otros aspectos y detalles sobre el juego, tales como la actuación de voz, la manera en la que el juego está diseñado para ser un mundo abierto, el tamaño del estado de San Andreas y su «interesante» argumento, resaltaban y mejoraban aún más la rejugabilidad del título. En contraste con lo anterior, algunos comentaristas criticaron las gráficas y la estética de los objetos pues algunos presentan bugs en el entorno del juego, así como el pobre modelaje de los personajes, la baja resolución en la textura de los edificios y vehículos, además de algunos errores presentados en los controles, como el mecanismo del bloqueo de puntería a los enemigos, entre otros. Asimismo, otros dijeron que a pesar de que San Andreas incluye y expande el compendio de armas, vehículos y misiones, muy pocos de estas características se refinaron o se rediseñaron correctamente.
En su versión digital, el reportero Charles Herold del periódico The New York Times ofreció una crítica mixta, puesto que comparó el juego con Halo 2, otro título popular en la época de cuando salió San Andreas, pues en su consideración, las secuelas de otras series resultan populares ya que los juegos principales logran «tener una enorme cantidad de seguidores de culto» puesto que a diferencia de Los Sims o la serie de Burnout o Myst, GTA: SA «se desarrolla en un entorno horroroso, donde abunda la violencia casual entre bandas callejeras, pero a pesar de que muestra una inigualable creatividad de diseño, esto lo vuelve incluso aún más fastidioso y perturbador [...] [se] sentiría más cómodo si el entorno abierto del juego tuviera objetivos más generales: asesinar a un enemigo cuándo y cómo tu quieras; adquirir más dinero para otros objetivos de cualquier manera posible; retar a personas diferentes a carreras de autos». Por su parte, GamesRadar mencionó que el juego representa una sincronía «estremecedoramente coherente, divinamente orquestada — y a pesar del millón de palabras ya escritas con una anticipación febril — tiene la increíble capacidad de sorprender en todo momento. Este es el pináculo de PlayStation 2 — un juego con una magia única bien pulida desarrollado por un grupo experimentado de diseñadores que trabajaron hasta el límite de sus habilidades». En una reseña más reciente, el mismo sitio referenció la polémica mediática que el juego provocó debido a su «excesiva e indiscriminada» violencia y que los críticos de la cultura popular se inclinaban por críticas negativas, para los jugadores existían aún razones por las cuales «tomarle cariño; razones tales como una libertad sin límites, exploración sin impedimentos y la posibilidad de atropellar a ancianas desprevenidas a velocidades impresionantes».
El editor Nacho Ortiz, del portal español Meristation, puntuó a Grand Theft Auto: San Andreas con un 9,5 sobre 10, señalando que lo más destacable del título es su sistema de juego, ya que este ofrece «infinitas posibilidades de pasar el tiempo» y el gran salto que supuso con respecto a su predecesor. Uno de los aspectos que notó Ortiz refiere, en sus palabras que «no es un simple juego de acción. En San Andreas se ha alcanzado una fusión de géneros donde la acción, la fuerza narrativa de la historia, los toques de RPG y un novedoso componente de simulador social se dan la mano», pues la cantidad de horas que se requieren para completar el juego, junto a la vasta variedad de posibilidades que el jugador tiene a su alcance junto a los detalles minuciosos por parte de los desarrolladores, lo vuelven en un título «entretenido» a la vez que «inmersible». Asimismo, hizo una breve comparación del juego con películas de la misma temática, como Boyz n the Hood (1991) y Colors (1988). También comentó que la gran disposición de armas, alternativas de la historia principal y otros elementos, se vuelven en «una gran cantidad de formas de matar el tiempo». Sin embargo, el único defecto a su juicio cayó sobre su acabado gráfico, pues menciona que «la consola tocó techo bastante tiempo atrás [...] como única queja nos encontramos con que la PS2 no tira más, no da más de sí, y eso afecta sensiblemente a la experiencia jugable».

### Comercial
El juego logró vender 12 millones de unidades únicamente para la versión del PlayStation 2 en marzo de 2005, convirtiéndose en el juego más vendido para dicha consola en la historia. De acuerdo con Take-Two Interactive, el juego alcanzó la cifra de 20 millones de copias vendidas para la fecha del 26 de septiembre de 2007. Sin embargo, las ventas se incrementaron para el año siguiente, sumando 21,5 millones de copias. La edición del año 2009 del Libro Guinness de los récords, menciona que San Andreas es el juego más exitoso para la PlayStation 2, pues únicamente para esta consola se vendieron 17,33 millones de copias, de un total de 21,5 millones respecto a las demás consolas, tal y como lo mencionó Take-Two Interactive. De acuerdo con Kotaku y Rockstar Games, se reportó que en 2011 Grand Theft Auto: San Andreas logró vender aproximadamente 27,5 millones de unidades a nivel mundial.

## Controversias

### Hot Coffee
A mediados de julio de 2005, un jugador asiduo llamado Patrick Wildenborg —bajo el alias de «PatrickW»— encontró un parche programado que no se utilizaba en el juego y que desplegaba una secuencia de minijuegos, el cual cubría un mod oculto y muy específico. La extensión terminó llamándose el «Hot Coffee mod», por el hecho de que las novias del protagonista le invitan a «tomar una taza de café» después de una cita. Si el jugador acepta a entrar a la casa de la mujer en cuestión, la cámara simplemente enfoca la casa en la que está el personaje y termina por agitarse en ciertos momentos, mientras que unos gemidos terminan por escucharse como fondo. Sin embargo, si el parche llega a activarse, después de que el jugador acepta la invitación, este podía ver y participar en una tosca y poco detallada relación sexual, así como otras escenas que incluyen el uso de dildos y masturbación. Tras el incidente, la ESRB, organización que se encarga de clasificar los videojuegos en la región de Norteamérica, terminó por cambiar su veredicto en cuanto al juego, pues cambió la etiqueta de «Mature» (M) —mayores de 17 años— a «Adults Only» (AO) —sólo para adultos—. Esto terminó por convertir a San Andreas en el único juego para consola de ventas masivas en poseer la clasificación de «AO» en los Estados Unidos.
Rockstar optó por dejar de manufacturar esta versión del juego, eliminando todo contenido que se considerara controvertido. La empresa le dio dos opciones a sus distribuidores: mantener la clasificación de adultos en las copias que ya estaban a la venta, o regresarlas y eliminar de ellas todo el parche así como su contenido. Ante ello, muchas tiendas que comercializan videojuegos retiraron de sus estantes el título, debido a ciertos lineamientos que regulaban la venta de videojuegos con una clasificación «AO». Asimismo, la Oficina de clasificación de cine y literatura de Australia, anuló su clasificación original «MA15+», lo que implicó que el juego no pudiera venderse más en dicho país. Rockstar North terminó por lanzar el parche «Cold Coffee» dos meses después del escándalo. Para la versión de PC, el juego se relanzó con las escenas eliminadas del Hot Coffee, lo que permitió que el juego volviera a adquirir su clasificación «M». Las versiones de la PlayStation 2 y el Xbox también se reeditaron, de tal manera que el mod no aparece en las versiones «Greatest Hits Edition», «Platinum Edition» y Grand Theft Auto Trilogy Pack al igual que la «Special Edition» para PlayStation 2 que incluye el documental de Sunday Driver. El disco censurado tiene escrita la leyenda «segunda edición» debajo del logo de la ESRB.
Para el 8 de noviembre de 2007, Take-Two anunció un acuerdo legal propuesto ante la demanda colectiva que surgió en contra de ellos a raíz de la controversia del «Hot Coffee». La demanda terminó por aceptarse, aunque Take-Two ni Rockstar admitieron delito u obligación por ello. Asimismo, a los compradores del juego se les dio la opción de cambiar sus juegos clasificados como AO por otros con la clasificación M, además de ofrecer un reembolso de 35 USD en efectivo si aceptaban firmar una declaración judicial. Un reporte del The New York Times, con fecha del 25 de junio de 2008 menciona que se realizaron un total de 2676 reembolsos por el cambio del título durante los dos meses anteriores. De acuerdo con Take-Two, para 2006 se efectuó un pago de 20 000 000 USD por daños a consumidores, lo que llevó a la compañía a estar sujeta a un estatuto legal más severo, en el que se estipula que, si se llega a encontrar en ella alguna violación a lo establecido en la demanda, deberá de pagar 11 000 USD adicionales por cada cargo que se presente.

### Demanda de Michael Washington
Una demanda aislada efectuada contra Take-Two ocurrió a finales de 2012, en la que el cantante Michael «Shagg» Washington, vocalista del grupo de rap Cypress Hill, alegó en una corte de California que Carl Johnson estaba diseñado con base en su vida, historia personal y apariencia física. A razón de los daños percibidos hacia su persona, solicitó una indemnización de 250 millones de USD por abuso contra él. Como evidencia, afirmó que en 2003, se reunió con un grupo de los desarrolladores del juego, con los que conversó sobre su pasado como pendenciero y como miembro de una banda callejera. Durante dicha reunión, el cantante les proporcionó una foto de él, la cual acabó en los archivos de su defensa; además, él aparece en los créditos del juego para versión de PC como modelo base para los personajes. Sin embargo, el juez determinó que la evidencia no era suficiente, puesto que el demandante debía presentar pruebas como tatuajes, marcas de nacimiento u otro tipo de rasgos físicos. Ante ello, Take-Two utilizó una enmienda que describe que el uso de personajes «transformativos» excluye cualquier tipo de base concreta para el diseño de los mismos. Dado que las leyes de California apelan a dichas normativas, la empresa terminó por ganar la demanda, a lo que el juez dictaminó que ante la falta de evidencia concluyente, Washington no merecía el dinero por efecto de daños.

### Estereotipos raciales
San Andreas ha sido también objeto de críticas debido a ciertos estereotipos raciales presentes en su trama y ambientación. Algunos vieron estas alegaciones como «irónicas», mientras que otros defendieron las críticas, señalando que la historia bien podría haber sido tratada con personajes de orígenes étnicos distintos a los del juego.

## Diferencias entre las versiones de consola y el lanzamiento inicial en Windows
Existen numerosas diferencias y detalles que diferencian a la versión para PC de las versiones para PlayStation 2 y Xbox. Gran parte de ellas son omisiones estéticas o efectos de sonido que durante la conversión han sido eliminados de la original. Y es por tanto que con el paso del tiempo se han implementado o se han hecho mods de ellos.
- En la versión para PC los autos estaban siempre sucios y no se limpiaban ni por la lluvia ni entrando al Pay n' Spray. En las versiones para consola, la suciedad se va con el tiempo o porque esta lloviendo en el juego. En Windows esto se puede solucionar instalando el mod Silent Patch.

- Algunos vehículos todoterreno tienen ruedas de repuesto que en la versión de PC no aparecen. Por lo tanto en esta versión causa un glitch en las ruedas. Nuevamente, en Windows esto se puede solucionar instalando el mod Silent Patch.

- Cuando interactúas con las prostitutas, los ruidos producidos por CJ y ellas son audibles en la versión para consola, mientras que en la versión para PC no están.

- Las fases lunares son correctas en la versión para consola, mientras que en la versión para PC no lo están. Esto se debe a que lo han hecho para que siempre sea luna llena y en ocasiones que no sea visible. En Windows esto se puede solucionar instalando el mod Silent Patch.

- Existen más texturas "basura" en la versión para PC cuando tiene que renderizar la ciudad de Los Santos. Por lo tanto, la versión de consola está mejor programada.

- La iluminación de la versión para PC es más limpia y nítida, dando vida al juego, mientras que la versión para consola tiene un filtro de color anaranjado y algunos lugares poseen menos variedad de objetos que en la versión para PC.

- En la versión de PS2 existe un Pay n' Spray que en las otras versiones no está presente. Lo que ocurre es que cuando entras en él, te causa un glitch por no estar marcado en el mapa del juego.

- Existe un número muy amplio de objetos que han sido omitidos en la versión para PC, como los adornos del casino The Four Dragons, el letrero de publicidad del casino The Visage, entre otros.

- Los helicópteros tienen una mejor representación en el mapa en la versión para PC. Esto fue directamente eliminado, pero está presente en el código del juego.

- Las hélices de los helicópteros son más detallados y animados en la versión de consola que en la versión de PC. En Windows esto se puede solucionar instalando el mod Silent Patch.

- Existen más peatones en el Grand Bridge de la versión para consolas que en el de la versión para PC.

- La estatua del atrio ha sido destruida en la versión para consolas, pero está presente en la versión para PC.

- La animación del paracaídas es más fluida en la versión para consolas que en la versión para PC, ya que presenta un control más estático.

- El truco para que los autos se puedan conducir por el agua está presente en la versión para consolas, pero no en la versión para PC. En Windows esto se puede solucionar instalando el mod Silent Patch.

- Existen más puntos de reaparición de vehículos en las versiones para consola que en la versión para PC.

- Los conductores son mucho más agresivos en la versión para PC y existe una alta probabilidad de que bajen del auto con un arma.

- El modo cooperativo no existe en la versión para PC (creado y originado el SAMP), mientras que en la versión para consolas están presentes todas las funcionalidades, y entre otras diferencias.
- La versión de PC tiene reflejos en los autos totalmente distintos a los de PS2, aunque pareciéndose más a la variante de Xbox, agregando luz dinámica.

## Otras versiones

### Versiones para Steam y Rockstar Games Launcher
Para algunas versiones, San Andreas se distribuye a través del sistema Steam. El juego recibió una considerable cantidad de actualizaciones, pues en poco tiempo logró cambiar de versión desde la 1.1 hasta la 3.0. Durante el 7 de noviembre de 2014, una de estas generó controversia, puesto que 17 de las canciones originales se eliminaron ya que las licencias que permitían su uso para el juego habían caducado. Entre otros inconvenientes, también figuraban la mal adaptación a monitores y televisores de pantalla ancha, los numerosos cierres al estar jugando y problemas graves al superar los 30 FPS (esto último heredado desde la primera versión para PC), así como la incompatibilidad con archivos de partidas previamente guardadas. Otros cambios respecto a las versiones anteriores para Windows fueron que el tamaño de los subtítulos, los mensajes de juego y los diálogos fueron reducidos. Al abrir el juego, carga directamente al menú principal, eliminándose los logos de Rockstar Games y Rockstar North y la intro. Se eliminaron dos resoluciones de pantalla que se utilizaban en las versiones anteriores: La de "720 × 576 × 32" y la de "1280 × 1024 × 32". Los HUDs de armas, vida, blindaje, dinero y el reloj se movieron un poco más hacia la derecha. Una de las pocas mejoras fue que los controles con base al hardware XInput tenían mejor compatibilidad con el juego.
El 17 de septiembre de 2019 se lanza el Rockstar Games Launcher y junto él se regala por tiempo limitado la respectiva versión de GTA: SA, posteriormente estando disponible para su compra hasta la actualidad. Esta se basa en la de Steam, pero siendo totalmente incompatible con la modificación de archivos del juego, y manteniendo todos los errores de la mencionada versión para Steam, e incluso agregando otros bugs relacionados con el mouse y la compatibilidad de controladores en Windows 10. También agregó soporte para hacer un respaldo de las partidas en la nube, mediante una cuenta de Social Club. En Windows algunos de estos problemas se pueden solucionar instalando el mod Ultimate ASI Loader y aplicando el Silent Patch.

### Versión para teléfonos celulares
El 12 de diciembre de 2013, San Andreas fue lanzado en teléfonos celulares con sistema operativo iOS selectos. Las actualizaciones y mejoras respecto al juego original incluye nuevos gráficos remasterizados, consistiendo en sombras dinámicas y detalladas, una gama de colores enriquecida, interfaz rediseñada en alta calidad y soporte al formato panorámico, así como personajes y algunas texturas mejoradas. Sin embargo, carece de varias canciones que fueron eliminadas debido a que expiraron sus licencias, y poseen algunos bugs que se fueron corrigiendo con actualizaciones posteriores, y se eliminó la radio Canciones del usuario, a excepción de en iOS.
La versión para Android y Amazon Kindle fue lanzada el 19 de diciembre de 2013, actualmente funcionan en Android 7.0 en adelante, requiere 1 GB de RAM y de espacio 2.47 GB.
La versión para Windows Phone fue lanzada el 27 de enero de 2014. Cabe destacar que estas versiones carecen de algunas canciones en las estaciones de radio, que fueron retiradas por problemas de copyright al igual que en la variante de Steam.[cita requerida]

### Versión para Xbox 360 y PlayStation 3
En 2008, la versión original para Xbox se relanzó para la Xbox 360; un traspase emulado como parte de la línea de Xbox Originals. Sin embargo, a fines de 2014 fue retirado del Xbox Live Marketplace y se reemplazó el 26 de octubre de 2014, coincidiendo con el décimo aniversario de su lanzamiento, en la que también se lanzó la versión para teléfonos celulares. Esta variante estaba totalmente basada en la versión para celulares y diversos logros. Aunque introducía muchas características nuevas, unas diez canciones que estaban presentes en la versión original fueron retiradas de la versión HD por motivos de licencia y se introdujeron numerosos bugs nuevos. A este le siguió un lanzamiento en soporte físico el 30 de junio de 2015 en América del Norte y el 17 de julio de 2015 en el resto del mundo, bajo la etiqueta Platinum Hits (Classics en las zonas PAL).
San Andreas se relanzó para la PlayStation 3 en diciembre de 2012 como un juego emulado de la serie Clásico PS2. Esta versión también fue retirada a finales de 2014, lo que fomentó la creación de rumores respecto a un lanzamiento para PS3 en HD. Sin embargo, este no fue el caso en aquel entonces y el Clásico PS2 regresó más tarde. A inicios de noviembre de 2015, el juego fue recategorizado por el ESRB para un próximo lanzamiento en PS3. La versión en HD salió a la venta el 1 de diciembre de 2015 sin ningún anuncio, reemplazando al Clásico PS2 en la PlayStation Store, así como en disco físico, lo que permitió que en las fechas siguientes ganará el estatus de Greatest Hit en Estados Unidos.

### Versión para PlayStation 4
El juego fue relanzado en PlayStation 4 bajo la nueva iniciativa "PS2 on PS4". El sistema emula la versión de PS2 y agrega algunas mejoras como que el juego está escalado a 1080p, ligera mejora en el framerate y tiene soporte para trofeos. Cabe destacar que es la misma versión de PS2, así que los detalles como la demora en renderizar texturas sigue vigente en el port a PS4.

### Versión para Xbox One
En junio de 2018, el juego fue lanzado mediante la retrocompatibilidad, si se tiene el juego en formato físico ya sea en Xbox Original o en Xbox 360 que es la versión remasterizada, el disco se puede introducir en la consola sin ningún tipo de objeción, aunque si se introduce la versión de Xbox Original se descarga y emula la versión remasterizada de Xbox 360. Se desconoce el por qué no fue emulada la versión de Xbox Original. Si no se tiene el juego en formato físico, se puede comprar de forma digital en la tienda de Xbox.

### Versión remasterizada

Logo de GTA: SA de la trilogía remasterizada

El 11 de noviembre de 2021 se lanzó una versión remasterizada del juego dentro del paquete Grand Theft Auto: The Trilogy - The Definitive Edition, que también incluye las versiones remasterizadas de Grand Theft Auto III y Grand Theft Auto: Vice City. Está disponible para Windows, Nintendo Switch, PlayStation 4, PlayStation 5, Xbox One y Xbox Series X/S; las versiones para dispositivos portátiles con sistemas Android e iOS fueron lanzadas en 2023. La versión The Definitive Edition reemplazaron a las versiones disponibles en las plataformas de venta de videojuegos en línea.

## Legado
Después del éxito de San Andreas, Rockstar continuó con dos títulos portátiles de Rockstar Leeds: Grand Theft Auto: Liberty City Stories, ambientado a fines de la década de 1990, y Grand Theft Auto: Vice City Stories a principios de la década de 1980. Ambos fueron desarrollados para la PlayStation Portable de mano, y diseñado como precuelas de Grand Theft Auto III y Vice City, respectivamente, a pesar de la eliminación de algunos elementos introducidos en San Andreas, tales como la necesidad de comer y el ejercicio, y la natación (aunque Vice City Stories lo introdujo, pero de forma limitada). La serie continuaría con Grand Theft Auto IV de 2008 y Grand Theft Auto V de 2013.
San Andreas marcó el pináculo tecnológico de la era Grand Theft Auto III, aunque el equipo de desarrollo creyó que el diseño de su entorno, que incorpora tres ciudades basadas en sus contrapartes de la vida real, había sido demasiado ambicioso y no permitía las ubicaciones de la vida real para ser emulado correctamente. Aunque la continuidad de la configuración se mantendría en los spin-offs centrados en la mano, Rockstar comenzó a establecer una nueva continuidad para la serie con el advenimiento de las consolas de séptima generación, centradas más en el realismo y los detalles, incluido un completo emulación de ciudades de la vida real utilizadas en entornos, aunque con una lista reducida de actores de voz de celebridades que habían sido prominentes en la continuidad anterior. El lanzamiento deGrand Theft Auto IV llevó a Rockstar a rediseñar el entorno de Liberty City, y la tercera encarnación se basó más en la vida real de la ciudad de Nueva York, entre las mejoras realizadas se incluyó una mayor profundidad en el número de edificios utilizados y el detalle con cada uno, y eliminar cualquier punto muerto o espacio irrelevante. Cuando Ars Technica revisó Grand Theft Auto IV, señaló que la "ligera regresión de la serie de Grand Theft Auto: San Andreas en términos de su configuración fue sorprendente".
El enfoque en el realismo y la profundidad continuó con Grand Theft Auto V, aunque tenía como objetivo proporcionar un entorno más expansivo que Grand Theft Auto IV, con el equipo de desarrollo rediseñando Los Santos, una ciudad en San Andreas, para emular completamente la ciudad real de Los Ángeles, creando así un entorno con una calidad superior, y a mayor escala con la incorporación de zonas rurales y desérticas. Houser explicó que "para hacer una versión adecuada de LA, [...] el juego tiene que darte una idea de esa expansión, si no replicarla completamente", y por lo tanto consideró que dividir el presupuesto y la fuerza laboral para crear múltiples ciudades, se habría restado al objetivo de emular el entorno de la vida real, arbut sintió que en la era de PlayStation 2 el equipo no tenía las capacidades técnicas para capturar Los Ángeles correctamente, lo que resultó en la interpretación de Los Santos de San Andreas un "fondo o un nivel de juego con peatones dando vueltas al azar", efectivamente considera a San Andreas como un punto de partida para Grand Theft Auto V con la nueva generación de consolas. Como explicó Garbut, con el cambio al hardware de PlayStation 3 y Xbox 360, "nuestros procesos y la fidelidad del mundo habían evolucionado tanto desde San Andreas" que usarlo como modelo habría sido redundante.